# Karlsamt
Das Karlsamt ist ein in Frankfurt am Main gehaltenes Pontifikalamt, das zu Ehren von Karl dem Großen jährlich um dessen Todes- und Gedenktag, den 28. Januar, gefeiert wird.
Im Frankfurter Kaiserdom, einst Krönungskirche deutscher Kaiser, findet am letzten Samstag im Januar die Feier des Karlsamtes seit 1332 zum Gedenken an den Todestag Karls des Großen statt.
Bestandteile des Karlsamtes sind die Karlssequenz, ein lateinischer Lobgesang auf die Stadt und den Kaiser, sowie die ebenfalls lateinischen Kaiserlaudes aus dem neunten Jahrhundert mit Huldigungsrufen an Christus und Fürbitten für Kirche, Papst, Bischof, das deutsche Volk und alle Regierenden. Für die Predigt beim Karlsamt wird in der Regel ein auswärtiger Bischof oder Kardinal eingeladen. In der Homilie steht im Allgemeinen die Idee und Erinnerung eines im Christentum geeinten Europas, wie Karl es mit seiner Herrschaft anstrebte, im Zentrum.
Karl der Große wurde 1165 auf Betreiben Friedrich Barbarossas mit Billigung von Gegenpapst Paschalis III. durch Rainald von Dassel, Erzbischof von Köln, heiliggesprochen; jedoch wurde die Heiligsprechung von Papst Alexander III. nicht anerkannt. Seit 1176 wird die Verehrung als Seliger geduldet: Sie ist offiziell „gestattet, nicht anerkannt“; daher ist Karl nicht im Martyrologium Romanum verzeichnet. Folglich darf Karl bis zum heutigen Tag per Dekret der Amtskirche nur in Aachen und Osnabrück als Seliger verehrt werden.
Ein sehr ähnliches Pontifikalamt wird jedes Jahr am letzten Sonntag im Januar im Rahmen des Karlsfestes in Aachen gehalten.